# Hamilton (Montana)
Hamilton es una ciudad ubicada en el condado de Ravalli en el estado estadounidense de Montana. En el Censo de 2010 tenía una población de 4348 habitantes y una densidad poblacional de 654,24 personas por km².

## Geografía
Hamilton se encuentra ubicada en las coordenadas 46°15′10″N 114°9′36″O / 46.25278, -114.16000. Según la Oficina del Censo de los Estados Unidos, Hamilton tiene una superficie total de 6.65 km², de la cual 6.54 km² corresponden a tierra firme y (1.52%) 0.1 km² es agua.

## Demografía
Según el censo de 2010, había 4348 personas residiendo en Hamilton. La densidad de población era de 654,24 hab./km². De los 4348 habitantes, Hamilton estaba compuesto por el 95.03% blancos, el 0.28% eran afroamericanos, el 0.55% eran amerindios, el 1.38% eran asiáticos, el 0.02% eran isleños del Pacífico, el 0.23% eran de otras razas y el 2.51% pertenecían a dos o más razas. Del total de la población el 3.06% eran hispanos o latinos de cualquier raza.